# (341359) Gregneumann
(341359) Gregneumann est un astéroïde de la ceinture principale.

## Description
(341359) Gregneumann est un astéroïde de la ceinture principale. Il fut découvert le 14 octobre 2007 à l'observatoire Airglow dans les montagnes Laurel (à l'ouest de la Pennsylvanie) par David R. Skillman. Il présente une orbite caractérisée par un demi-grand axe de 2,99 UA, une excentricité de 0,09 et une inclinaison de 9,0° par rapport à l'écliptique.
Son nom évoque Gregory A. Neumann, un planétologue né en 1947.

## Compléments